# Theope thestias
Espèce
Theope thestias est une espèce d'insectes lépidoptères appartenant à la famille  des Riodinidae et au genre Theope.

## Taxonomie
Theope thestias a été décrit par William Chapman Hewitson en 1860.

## Description
Theope thestias est un papillon aux ailes antérieures à l'apex pointu, au dessus bleu outremer métallique veiné de noir avec une large bordure noire du bord externe et du bord costal des ailes antérieures alors que les ailes postérieures sont bleu veiné de noir.
Le revers est marron terne avec une bordure cuivrée dans la partie basale du bord costal des ailes antérieures.

## Écologie et distribution
Theope thestias est présent au Nicaragua et en Bolivie.

### Protection
Pas de statut de protection particulier.